# آجیل نان
آجیل نان (نام علمی: Brosimum alicastrum) نام یک گونه از تیره انجیران است. این گیاه بومی منطقه نواحی گرمسیر آمریکای لاتین می‌باشد. از نام‌های رایج و دیگر این گیاه می‌شود به Maya nut ،Ramon Nut ،Ojoche ،Capomo اشاره کرد.

## شرایط نگهداری
نور مورد نیاز: این گیاه باید در محیط های آفتاب‌گیر باشد و به نور زیادی نیاز دارد.
آب مورد نیاز: آبیاری این گیاه باید به طور منظم و هفته‌ای سه بار انجام شود.
البته این گیاه در خشکی هم به خوبی دوام می‌آورد.
خاک مورد نیاز: این گیاه در خاک‌هایی با بافت‌های سبک و سنگین به خوبی رشد می‌کند.
دما مورد نیاز: این گیاه در دمای ۲۲ الی ۲۵ درجه سانتی گراد به خوبی رشد می‌کند.